# 2019 في الجزائر
هذه المقالة تتضمن أهم الأحداث التي حدثت في الجزائر في سنة 2019.

## أحداث
• 22 فبراير : انطلاق الحراك الشعبي في الجزائر.
• 2 أبريل : استقالة الرئيس عبد العزيز بوتفليقة من منصبه قبل انتهاء عهدته وبعد 20 سنة من الحكم.
- 12 ديسمبر : جرت الانتخابات الرئاسية الجزائرية 2019.
- 19 ديسمبر : تنصيب المترشح الفائز عبد المجيد تبون رئيسا للجمهورية الجزائرية.
- 23 ديسمبر :
  - وفاة أحمد قايد صالح رئيس أركان الجيش الشعبي الوطني الجزائري.
  - تولى اللواء السعيد شنقريحة منصب رئيس أركان الجيش الشعبي الوطني الجزائري.

## الرياضة
- فازت الجزائر بــكأس الأمم الأفريقية 2019 التي اقيمت على ارض مصر.[2]

- فاز نادي اتحاد الجزائر بــالدوري الجزائري لكرة القدم لعام 2018-2019.
- فاز نادي شباب بلوزداد بــكأس الجزائر لعام 2019.

## الكتب
- صدر كتاب «الجزائر.. نحو جمهورية جديدة» للإعلامى الجزائرى نور الدين خبابة.

## مسلسلات
- أولاد الحلال (مسلسل).
- مشاعر (مسلسل تونسي جزائري)

## جوائز
- فاز الكاتب الجزائري الحبيب السائح بـ جائزة كتارا للرواية العربية عن روايته أنا وحاييم.[3]

## وفيات

عباس مدني توفي 2019

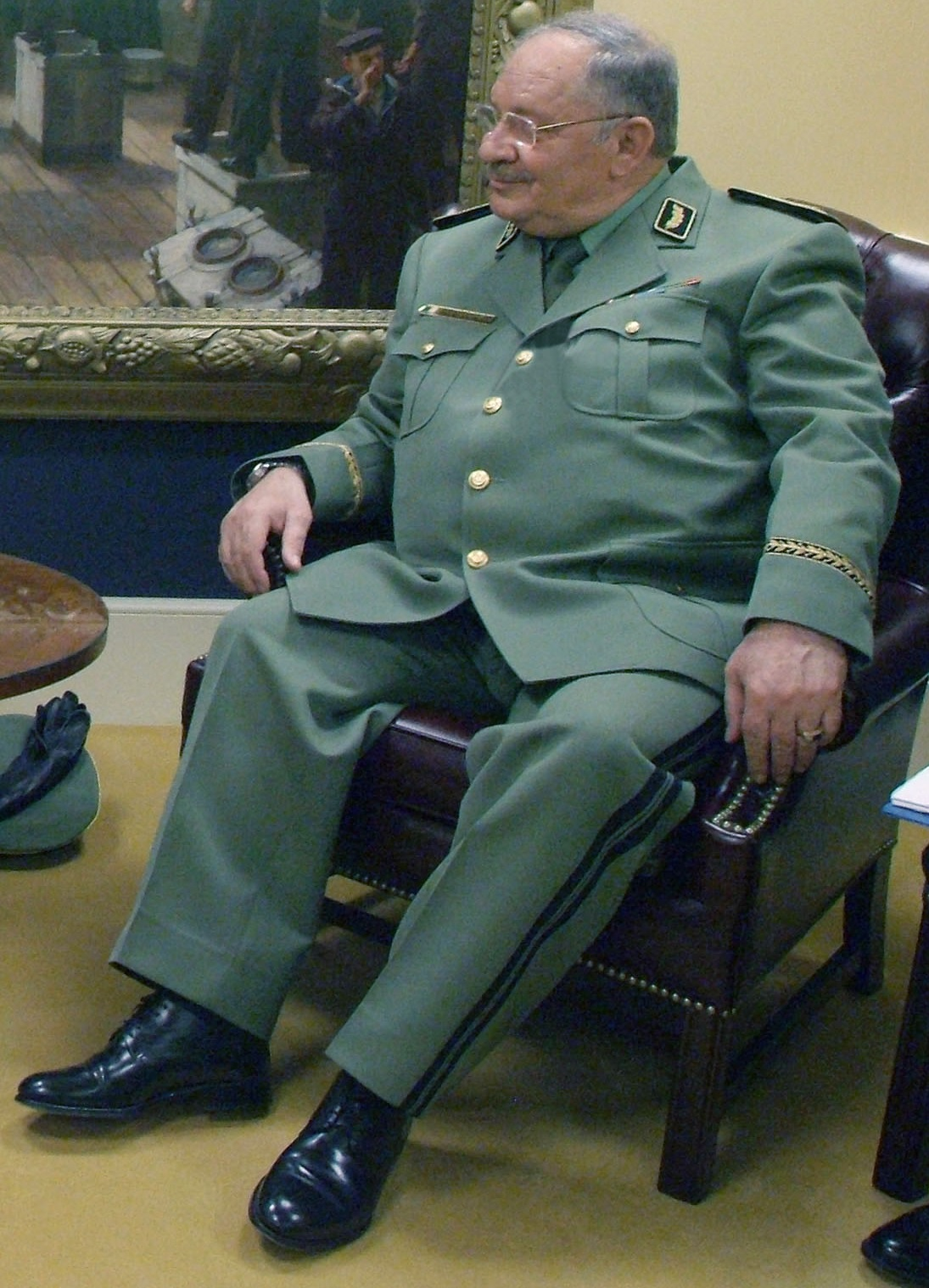
قايد صالح توفي 2019

- 7 يناير – هواري منار، مغني جزائري (38سنة).
- 28 يناير – مراد مدلسي، دبلوماسي وسياسي جزائري ورئيس المجلس الدستوري (76سنة).
- 4 فبراير – عبد المالك قنايزية خامس رئيس أركان للجيش الجزائري (82 سنة).
- 12 أبريل – عزيز دقة، ممثل جزائري (74سنة).
- 24 أبريل – عباسي مدني، سياسي جزائري ومؤسس الجبهة الإسلامية للإنقاذ الجزائرية المعارضة والمحظورة في الجزائر (88سنة).
- 5 يوليو – مختار كشاملي، لاعب كرة قدم جزائري (57سنة).
- 26 يوليو – قدور بخلوفي، لاعب ومدرب كرة قدم جزائري (85سنة).
- 23 ديسمبر:  أحمد قايد صالح، رئيس أركان الجيش الشعبي الوطني الجزائري (80 سنة).

## الـمراجع
1. ↑  قناة فرانسا 24 __الجزائر: استقالة الرئيس عبد العزيز بوتفليقة بعد عشرين عاما في الحكم نسخة محفوظة 7 أبريل 2019 على موقع واي باك مشين.
2. ↑  "الجزائر تهزم السنغال وتحرز لقب كأس الأمم الأفريقية للمرة الثانية في تاريخها". euronews. 19 يوليو 2019. مؤرشف من الأصل في 2019-07-19. اطلع عليه بتاريخ 2019-10-03.
3. ↑  قناة الجزيرة نسخة محفوظة 14 ديسمبر 2019 على موقع واي باك مشين.